# Pinkasův palác
Památkově chráněný Pinkasův palác (také Prachovna, Prašný dvůr) je měšťanský dům na severním cípu ostrova Kampa (čp. 515/III, č. orientační Na Kampě 8).

## Historie
Místem, kde stojí dům, procházel Juditin most (ve sklepích se dochovaly části dvou pilířů). První písemná zmínka pochází z roku 1557, kdy se dům stal majetkem Mikuláše prachaře (odtud pochází jedno ze jmen objektu, zároveň s převodem majetku byla výroba prachu v domě zakázána). Roku 1652 byla postavena nová budova, postupně byla dostavována, zejména velká přístavba na začátku 19. století (objekt zvýšen o dvě podlaží, propojeny dvě samostatně stojící budovy východním křídlem – po této dostavbě získal objekt nepravidelný trojkřídlý půdorys); poslední velká rekonstrukce proběhla v 70. a 80. letech 20. století.
V letech 1815 až 1906 vlastnila objekt právnická rodina Pinkasů (1815 koupen za 50 000 zl. vídeňské měny), poté prodán Ladislavem Pinkasem pražské obci, která ho využívala jako sklad. Naposledy byl na konci roku 2018 objekt prodán v největší nedobrovolné dražbě za 480 milionů Kč. Předchozím vlastníkem byli Artemis Property, novým majitelem se stala firma PPF Reality z holdingu PPF Real Estate.